# Прапор Чутівського району
Пра́пор Чу́тівського райо́ну — офіційний символ Чутівського району Полтавської області, затверджений 30 січня 2001 року рішенням сесії Чутівської районної ради.

## Опис
Прапор — прямокутне полотнище зі співвідношенням сторін 2:3, що складається із п'яти горизонтальних смуг: синьої, білої, малинової, білої, синьої, поєднаних у співвідношенні 6:1:1:1:3. На верхній смузі, на відстані ⅓ довжини полотнища від древка зображена жовта підкова із жовтим обрамленням кінцями догори.